# Metropolitano de Cazã
O Metrô de Kazan (Metro de Cazã) é um sistema de metropolitano que serve a cidade russa de Kazan.
Em 1979 a população da cidade ultrapassou um milhão de pessoas, um requisito para uma cidade soviética ter um sistema de metrô. 1983 foi o ano em que o Soviete Supremo da União Soviética autorizou a planear um sistema de metrô da cidade. A primeira linha seguiria uma norte-sul da estação de trem no norte da cidade, ao sul Cazanka rio, perto do Kremlin de Cazã.
Inaugurado em agosto de 2005, é o metrô mais moderno na Rússia e o primeiro a aparecer no país após a queda da União Soviética em 1991.

## Linhas
| N° | Nome                                | Início de funções              | Última estação inaugurada     | Comprimento | Contagem de estações |
| -- | ----------------------------------- | ------------------------------ | ----------------------------- | ----------- | -------------------- |
| 1  | Tsentralhnaia em russo: Центра́льная | 27 de agosto de 2005 (19 anos) | 30 de agosto de 2018 (6 anos) | 16,76 km    | 11                   |
|    | Total:                              |                                |                               | 16,76 km    | 11                   |